# Friesland Bank
Friesland Bank NV was tot 13 december 2013 een bank en dienstverlener die zich richtte op de noordelijke helft van Nederland. Zij had vestigingen in de provincies Friesland, Groningen, Drenthe, Overijssel, Noord-Holland, Zuid-Holland en Utrecht. De bank had ca. 900 werknemers. In 2012 maakten Rabobank Nederland en Friesland Bank bekend dat Friesland Bank voor 100% een dochter zou worden van Rabobank Nederland. In december 2013 werden alle beeldmerken van de Friesland Bank van de gebouwen gehaald. Hiermee kwam een eind aan het tijdperk van een 100-jarige regionale bank voor Noord-Nederland. In verband met de intrekking van de bankvergunning van Friesland Bank N.V. per 15 december 2014 is de naam van Friesland Bank N.V. gewijzigd naar Friesland Zekerheden Maatschappij N.V.

## Geschiedenis
Het eerste kantoor werd geopend in 1913 onder de naam Coöperatieve Zuivelbank. Deze heeft zich een tijd lang aangesloten bij de Coöperatieve Centrale Raiffeisenbank. Na 1963 is de bank echter zelfstandig verdergegaan. In 1970 werd de naam veranderd in Friesland Bank.
In 1991 fuseerde Friesland Bank met de Friese Bondsspaarbank waardoor het aantal particuliere klanten verder groeide. In 1995 veranderde de bank van een coöperatieve onderneming met leden naar een Naamloze vennootschap met aandeelhouders. De aandelen zijn volledig in handen van Friesland Bank Holding N.V.. Op 1 april 2011 ging deze laatste over naar Stichting Friesland Bank. De stichting heeft als doel de Friesland Bank als bank met een eigen commerciële identiteit en cultuur in stand te houden en het behartigen van de belangen van de bank, haar klanten en haar medewerkers.
Vanaf de 90'er jaren in de vorige eeuw breidt de bank haar werkgebied buiten Friesland stapsgewijs uit en opent kantoren in plaatsen als Alkmaar, Arnhem, Enschede, Groningen, Zwolle, Amsterdam, Utrecht en Rotterdam. 
In 2006 heeft de bank Bank Bercoop (vroeger: Voorschotbank) overgenomen. Het hoofdkantoor van deze bank in Oldeberkoop functioneerde hierna als regiokantoor voor de Stellingwerven. Friesland Bank heeft ook nog belangen opgebouwd in andere Nederlandse financiële instellingen zoals Van Lanschot, Triodos Bank en Optimix. Per eind 2010 had de bank aandelenbelangen van 23%, 5% en 70% respectievelijk van deze drie bedrijven. In december 2012 heeft Friesland Bank haar belang in Optimix verkocht.
Als gevolg van de kredietcrisis zijn de kapitaaleisen voor banken verzwaard. Friesland Bank heeft een aanzienlijk deel van haar vermogen vastgelegd in belangen in andere financiële instellingen waarvan het belang in Van Lanschot veruit het grootste is. Voor de berekening van de solvabiliteit van de bank wordt dit belang volledig in mindering gebracht op de berekende BIS-ratio (jaareinde 2010: 12,1%), waarvan voor 50% op de berekende Tier1 ratio op 9,0%. Nieuwe Basel III richtlijnen vereisen echter een volle aftrek van het belang op de berekende Tier1 ratio. Om aan de nieuwe en strengere kapitaaleisen te kunnen voldoen, was het plan het belang in Van Lanschot te verminderen.
In 2011 zat de bank in zwaar weer, het leed een verlies van € 350 miljoen mede als gevolg van een extra afschrijving op het belang in Van Lanschot en kredietenverliezen. De geplande verkoopplannen van Van Lanschot werden niet gerealiseerd. De solvabiliteitsratio’s zakten onder de vastgestelde normen. De BIS-ratio daalde naar 6,1%, dat is ver onder de norm van 8% en de Tier1 ratio halveerde ruimschoots naar 4,2%.
De raad van bestuur van Friesland Bank had geanticipeerd op deze ontwikkeling en in het najaar van 2011 vastgesteld dat het streven naar een zelfstandig voortbestaan niet langer verantwoord was. Friesland Bank heeft vervolgens meerdere opties tot samenwerking of overname verkend. Uiteindelijk is overname door Rabobank de beste oplossing voor Friesland Bank gebleken. De solvabiliteitsratio’s zijn dankzij extra kapitaal van de Rabobank weer op de vereiste niveaus gebracht.
Een deel van de kunstcollectie, het Landgoed Oranjewoud, € 25 miljoen in contanten en een 11% aandelenbelang in Van Lanschot zijn in het beheer van de Stichting Friesland Bank gekomen. De naam van de stichting is gewijzigd in Stichting Fryslan Boppe Oranjewoud. Het doel van deze stichting is het stimuleren van de economie en de cultuur van Friesland en het Noorden. Inmiddels is de stichting de belangrijkste eigenaar geworden van de NDC Mediagroep (51%).

## Organisatie
De bank is eigenaar van:

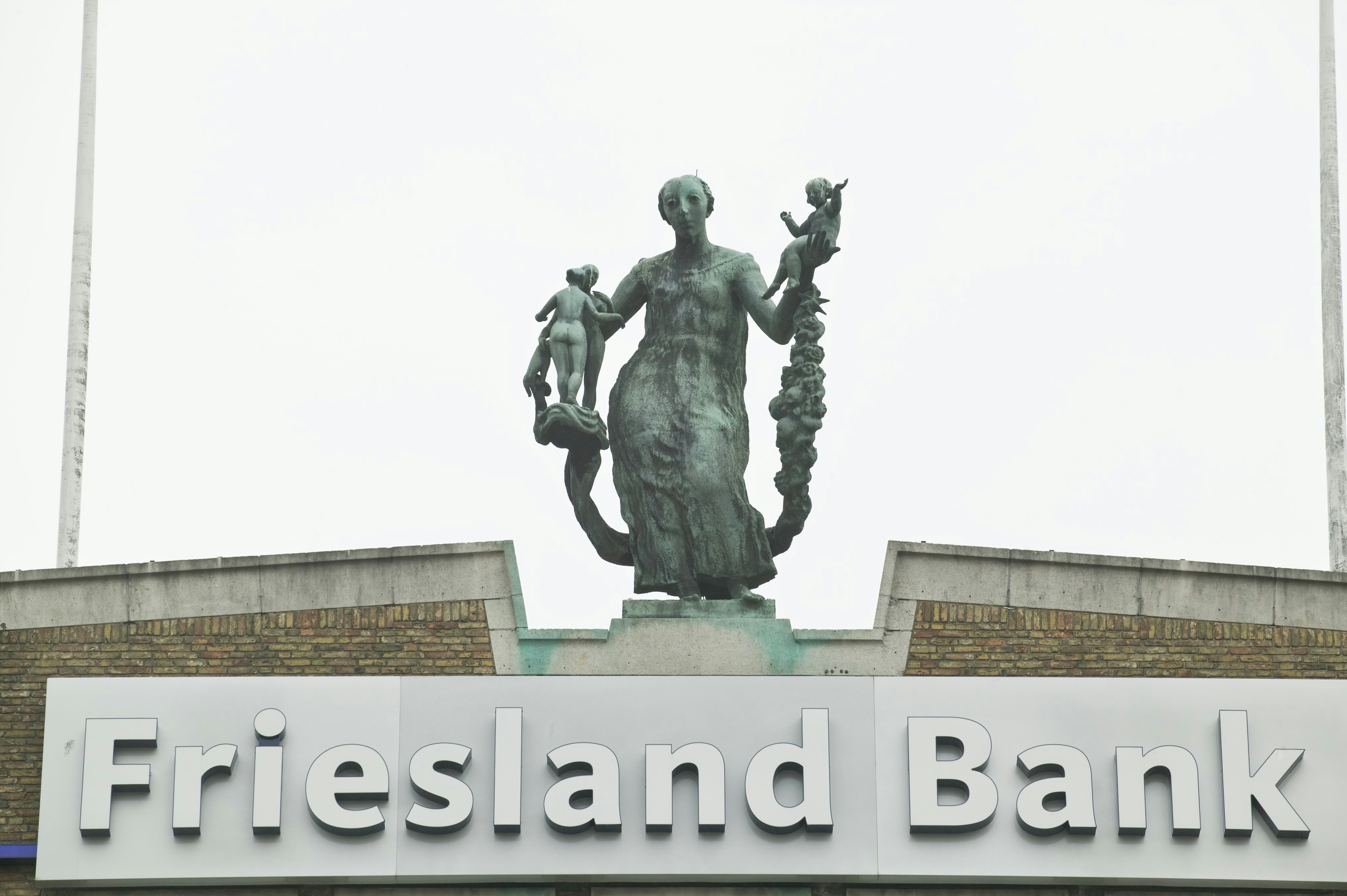
Friesland Bank

- Friesland Bank Assurantiën B.V. (49%)
- Friesland Bank Investments B.V.  (overgedaan aan Rabobank in tweede halfjaar 2012)

De bank was tot de overname door Rabobank (groot)aandeelhouder van:
- Binckbank (10%)
- F. van Lanschot bankiers (28%)
- Triodos bank (6%).

De belangen zijn in de tweede helft van 2012 overgedaan aan Rabobank.

## Bestuur
Na de oprichting is het bestuur grotendeels, tot 1991, in handen geweest van drie leden van de familie Kuperus. Daarna ontstond er meer verloop, vooral in de laatste jaren als zelfstandige bank. Voorzitter van de raad van bestuur waren:
- 1913-1931: Tj. Kuperus
- 1931-1961: R. Kuperus
- 1961-1991: J.R. Kuperus
- 1991-1997: Douwe Keizer
- 1997-2005: Age Offringa
- 2005-2009: Willem Cramer
- 2009-2010: Robbert Klaasman
- 2010-2012: Kees Beuving
- 2012-2013: Hans de Leeuw

## Financiële resultaten
In de onderstaande figuur zijn de financiële resultaten van de Friesland Bank sinds 2007 opgenomen. Het bedrijfsresultaat laat een redelijk opgaande lijn zien in deze jaren, maar de bijzondere waardeverminderingen hebben de bank sterk in de verliezen gedrukt. Deze verliezen drukten het eigen vermogen naar beneden waardoor de BIS-ratio onder het vereiste minimumniveau terecht is gekomen.
In 2011 drukten bijzondere waardverminderingen het nettoresultaat. Drie factoren hebben hieraan sterk bijgedragen. De koers van het aandeel Van Lanschot daalde sterk, vooral in de tweede helft van 2011, waardoor hier een afwaardering van € 138 miljoen noodzakelijk werd. Ook de verslechterde economische omstandigheden trof de klanten van de bank zwaar. Deze klanten zullen waarschijnlijk niet in staat zijn alle kredieten volledig terug te betalen waardoor de bank gedwongen was een last te nemen van € 130 miljoen. In 2010 leidde het belang in Van Lanschot ook al tot een forse afwaardering. Een derde factor was het volledig afwaarderen van € 161 miljoen op fiscale vorderingen. Zoals in het jaarverslag 2011 wordt gemeld (blz 4) was er geen "convincing evidence" voor het behalen van toekomstige fiscale resultaten. 
| Jaar | Bedrijfsresultaat | Bijzondere posten | Nettoresultaat    | Balanstotaal     | BIS-ratio |
| ---- | ----------------- | ----------------- | ----------------- | ---------------- | --------- |
| 2007 | € 158,7 miljoen   | € - 49,7 miljoen  | € 120,6 miljoen   | € 10.119 miljoen | 12,6%     |
| 2008 | € 12,3 miljoen    | € - 115,0 miljoen | € -75,1 miljoen   | € 10.934 miljoen | 12,6%     |
| 2009 | € 56,3 miljoen    | € - 41,8 miljoen  | € 27,0 miljoen    | € 11.009 miljoen | 13,1%     |
| 2010 | € 63,2 miljoen    | € - 113,9 miljoen | € - 43,3 miljoen  | € 11.055 miljoen | 12,1%     |
| 2011 | € 87,9 miljoen    | € - 303,7 miljoen | € - 350,1 miljoen | € 10.847 miljoen | 6,1%      |